# Autosan Sancity 18LF
Autosan Sancity 18LF – niskopodłogowy przegubowy autobus miejski klasy mega, wyprodukowany w 2010 roku przez firmę Autosan z Sanoka. Był to pierwszy model autobusu przegubowego wyprodukowany przez sanockie przedsiębiorstwo.

## Historia i opis modelu

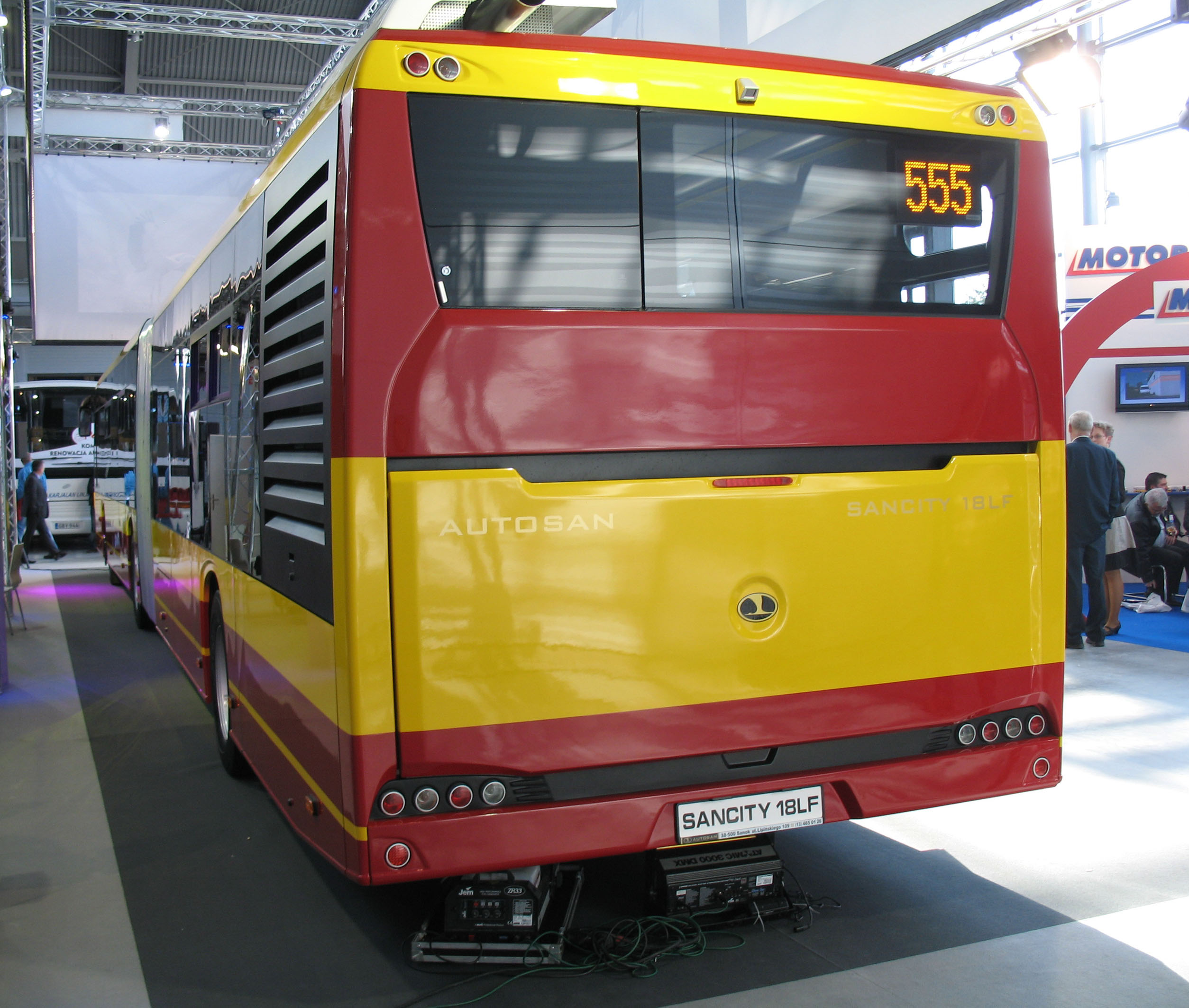
Autosan Sancity 18LF, widok na tył

Po ogłoszeniu upadłości i zakończeniu produkcji przez przedsiębiorstwo Zakłady Samochodowe Jelcz, które w ramach grupy Polskie Autobusy odpowiedzialne było za produkcję autobusów miejskich różnych klas, przedsiębiorstwo Autosan rozpoczęło prace projektowe nad nową modułową serią autobusów niskopodłogowych i niskowejściowych o oznaczeniu M1xLx. Ze względu na duży popyt na rynkach krajowym i zagranicznych na pojazdy klasy maxi i mega, po zaprezentowaniu modeli Sancity 12LE i Sancity 12LF przystąpiono do opracowania odmiany przegubowej. Prace projektowe prowadzone były przez 5 miesięcy, a ich efektem był zaprezentowany 6 października 2010 roku podczas targów Transexpo 2010 w Kielcach model o oznaczeniu Autosan Sancity 18LF (oznaczenie wewnętrzne producenta - M18LF). 
Dwuczłonowe nadwozie autobusu oparte na kratownicowej ramie przestrzennej wykonane zostało z rur o przekroju kwadratowym i prostokątnym łączonych ze sobą za pomocą spawania. Cały szkielet nadwozia budowany jest ze stali o podwyższonej odporności na korozję. Boczne poszycie zewnętrzne wykonane zostało z blachy aluminiowej i tworzyw sztucznych, które mocowane są do kratownicowego szkieletu nadwozia metodą klejenia. Obydwa człony nadwozia połączone zostały ze sobą przegubem Hubner HNGK 19,5. Wykończone płytami laminowanymi wnętrze dostosowane zostało do przewozu 180 pasażerów z czego 34-49 na miejscach siedzących, w tym 20 dostępnych bezpośrednio z poziomu podłogi. Ogrzewanie przestrzeni pasażerskiej zapewnione zostało przez elektryczne grzejniki konwektorowe oraz nagrzewnice, natomiast za wentylację odpowiadają 4 luki dachowe, wentylatory wyciągowe, otwierane górne części okien oraz będący wyposażeniem opcjonalnym klimatyzator. Stanowisko kierowcy wyposażono w deskę rozdzielczą firmy Siemens VDO.
Do napędu pojazdu zastosowano spełniający normę czystości spalin EEV, 6-cylindrowy rzędowy silnik wysokoprężny Iveco Cursor 8 F2BE0642D o mocy maksymalnej 243 kW (330 KM) osiąganej przy 2050 obr./min i maksymalnym momencie obrotowym 1500 Nm przy 1125-1600 obr./min Jednostka napędowa zblokowana została z 4-biegową automatyczną skrzynią biegów Voith D864.5 lub 6-biegową automatyczną przekładnią ZF Ecolife 6AP1700B. W układzie jezdnym zastosowano niezależne zawieszenie przednie, sztywną oś środkową oraz tylny most napędowy. Osie dostarczone zostały przez niemieckie przedsiębiorstwo ZF i oparte są na miechach pneumatycznych. Zawieszenie pojazdu sterowane jest przez elektroniczny system ECAS, pozwalający na regulowanie wysokości prześwitu podwozia oraz wykonanie przyklęku prawej strony nadwozia. Instalacja elektryczna pojazdu bazuje na magistrali CAN. Na życzenie odbiorcy może zostać zamontowany m.in. automatyczny system gaśniczy w komorze silnika oraz system zliczania pasażerów.
W 2012 r. trwała produkcja drugiego egzemplarza, którego ostatecznie nie ukończono, głównie z powodu upadłości fabryki ogłoszonej w 2013 r.

## Autosan Sancity 18LF LNG
We wrześniu 2020 r. Autosan podpisał umowę z Miejskimi Zakładami Autobusowymi w Warszawie na dostawę 90 przegubowych autobusów zasilanych gazem LNG, których produkcja odbywa się z wykorzystaniem licencjonowanych rozwiązań pochodzących z dostarczonych Warszawie w 2015 r. autobusów Solbus Solcity 18 LNG. Zamówione przez Warszawę autobusy są wyposażone w silnik Cummins L9N, zblokowany ze skrzynią biegów ZF EcoLife. Pierwszy egzemplarz autobusu, oznaczonego jako Autosan Sancity 18LF LNG, został zaprezentowany na targach Transexpo 2021 w Kielcach 27 października 2021. 
Dostawy pojazdów rozpoczęto w lipcu 2022 r. a zakończono w grudniu następnego roku.

## Użytkownicy[9]
| Państwo | Miasto   | Użytkownik/Odbiorca | Rok produkcji | Liczba |
| ------- | -------- | ------------------- | ------------- | ------ |
| Polska  | Sanok    | Autosan             | 2012          | 1      |
| Polska  | Warszawa | MZA Warszawa        | od 2021       | 90     |
| Polska  | Żory     | Kłosok Żory         | 2010          | 1      |
| Suma    | Suma     | Suma                | Suma          | 92     |